# Embrace (banda inglesa)
Embrace é uma banda britânica de rock formada em 1993.

## Integrantes
- Danny McNamara – vocal
- Richard McNamara – guitarra
- Steve Firth – baixo
- Mike Heaton – bateria
- Mickey Dale – teclado

## Discografia
Álbuns de estúdio
- 1998: The Good Will Out
- 2000: Drawn from Memory
- 2001: If You've Never Been
- 2004: Out of Nothing
- 2005: Dry Kids
- 2006: This New Day

Compilações
- 2002: Fireworks: The Singles 1997-2002
- 2005: Dry Kids: B-Sides 1997-2005

EP
- 1997: Fireworks EP
- 1997: One Big Family EP
- 1997: All You Good Good People EP
- 1998: Come Back to What You Know EP
- 1998: The Good Will Out EP
- 1999: The Abbey Road Sessions EP

Singles
- 1997: "All You Good Good People" – The Good Will Out
- 1998: "My Weakness Is None of Your Business" – The Good Will Out
- 1999: "Hooligan" – Drawn from Memory
- 2000: "You're Not Alone" – Drawn from Memory
- 2000: "Save Me" – Drawn from Memory
- 2000: "I Wouldn't Wanna Happen to You" – Drawn from Memory
- 2001: "Wonder" – If You've Never Been
- 2001: "Make It Last" – If You've Never Been
- 2004: "Gravity" – Out of Nothing
- 2004: "Ashes" – Out of Nothing
- 2005: "Looking as You Are" – Out of Nothing
- 2005: "A Glorious Day" – Out of Nothing
- 2006: "Nature's Law" – This New Day
- 2006: "World at Your Feet" – This New Day
- 2006: "Target" – This New Day
- 2006: "I Can't Come Down" – This New Day